# Мужики!..
«Мужики!..» (рос. «Мужики!..») — радянський кінофільм 1982 року. Фільм став одним із лідерів кінопрокату 1982 року і найкращою картиною 1982 року по опитуванню журналу «Радянський екран».

## Сюжет
Павло Зубов живе і працює в заполярному місті Нікель, куди поїхав 15 років тому, відразу після служби на флоті, навіть не заглянувши по дорозі в рідне село, де його чекала наречена Настя. Справа в тому, під час служби Павло отримав від матері лист, з якого дізнався, що Настя зрадила йому і вагітна невідомо від кого. Саме тому він не повернувся додому і залишився працювати на Півночі.
Лист про важку хворобу батька змушує його відвідати батьків. Виявляється, з батьком все нормально (він просто пішов на хитрість, щоб змусити сина приїхати), а ось Настя недавно померла. Павло дізнається, що мати помилилася, надсилаючи той нещасливий лист: Настя любила Павла і саме від нього народила дочку Поліну. Пізніше, одружившись із художником, Настя народила сина Павлика і взяла з пологового будинку кинутого Стьопку. Всі думають, що Стьопка німий від народження, хоча той прекрасно чує, все розуміє і не має жодних органічних дефектів, що заважають говорити. Дітям загрожує відправка в дитбудинок, оскільки чоловік Насті спився і давно залишив сім'ю, дорослих працездатних родичів у них немає, а батькам Павла дітей на виховання не віддають (надто літні).
Нелегко дається Павлу рішення взяти на себе відповідальність за долю не лише рідної дочки, але і двох хлопчиків...

## У ролях
- Олександр Михайлов —  Павло Зубов
- Ірина Іванова —  Поліна
- Михайло Бузильов-Крецо —  Стьопа
- Петро Крилов —  Павлик
- Петро Глєбов —  Зубов-старший
- Віра Альховська —  Поліна Захарівна, мати Павла
- Олександр Павлов —  Сергій
- Анатолій Солоніцин —  художник, батько Павлика
- Марія Андріанова —  тітка Устюша
- Світлана Тормахова —  інспектор соціальної служби
- Леонард Варфоломєєв —  Роман Гаврилович, голова колгоспу
- Тетяна Махова —  провідниця
- Афанасій Кочетков —  дядя Гриша
- Олексій Михайлов —  Лев Шамрай
- Дмитро Бузильов —  Арслан Асанов
- Віра Лєскова —  продавчиня

## Знімальна група
- Автори сценарію:  Валентин Михайлов,  Іскра Бабіч
- Режисер-постановник:  Іскра Бабіч
- Оператор-постановник:  Сергій Зайцев
- Художник-постановник:  Василь Голіков
- Художниця по костюмах:  Наталія Іванова
- Композитор:  Володимир Комаров